# 966

سنة 966 كانت سنة بسيطة تبدأ يوم الإثنين (سوف يظهر الرابط التقويم الكامل للعام) حسب التقويم اليولياني.

## مواليد
- الشريف المرتضى

التقويم الهجري 1432